# SoHo
 For alternative betydninger, se Soho (flertydig). (Se også artikler, som begynder med Soho)
SoHo (South of Houston Street) er et nabolag i New York-bydelen Manhattan. Soho er et trendy kvarter med dyre atelierlejligheder, butikker, barer og kulturliv.
40°43′23″N 74°00′03″V / 40.7231°N 74.0008°V